# امامزاده عسگری
امامزاده عسگری مربوط به دوره تیموریان - صفویه است و در گیغان، ۳۰۰ متری جنوب غرب شهر واقع شده و این اثر در تاریخ ۳ بهمن ۱۳۵۶ با شمارهٔ ثبت ۱۵۷۸ به‌عنوان یکی از آثار ملی ایران به ثبت رسیده‌است.